# Natriumhydride
Natriumhydride is een anorganisch zout bestaande uit natrium en waterstof. In zuivere toestand is het een witte vaste stof, die bij contact met water ontleedt in natriumhydroxide en waterstofgas gevormd worden:
{\displaystyle {\ce {NaH + H2O -> NaOH + H2}}}
De vaste stof kan gemakkelijk aan de lucht ontbranden. Daarom wordt de stof doorgaans als een dispersie in minerale olie verhandeld.

## Synthese
Natriumhydride wordt bereid door de directe reactie van gesmolten natrium met waterstofgas: 
{\displaystyle {\ce {2 Na + H2 -> 2 NaH}}}

## Toepassingen
Wanneer natriumhydride wordt opgelost in een geschikt oplosmiddel, zoals DMF, dissocieert het in ionen, waarbij het hydride (H−) wordt vrijgesteld. Binnen de organische chemie wordt natriumhydride gebruikt als sterke base. Het wordt gebruikt als vervanger van natriumamide gezien de lagere reactiviteit met water. Het wordt gebruikt voor het deprotoneren van verschillende organische verbindingen, zoals alcoholen, thiolen, fenolen en pyrazolen. Het kan worden vervangen door minder nucleofiele basen, zoals lithiumdi-isopropylamide (LDA) en lithiumbis(trimethylsilyl)amide. 